# Wurfkiste

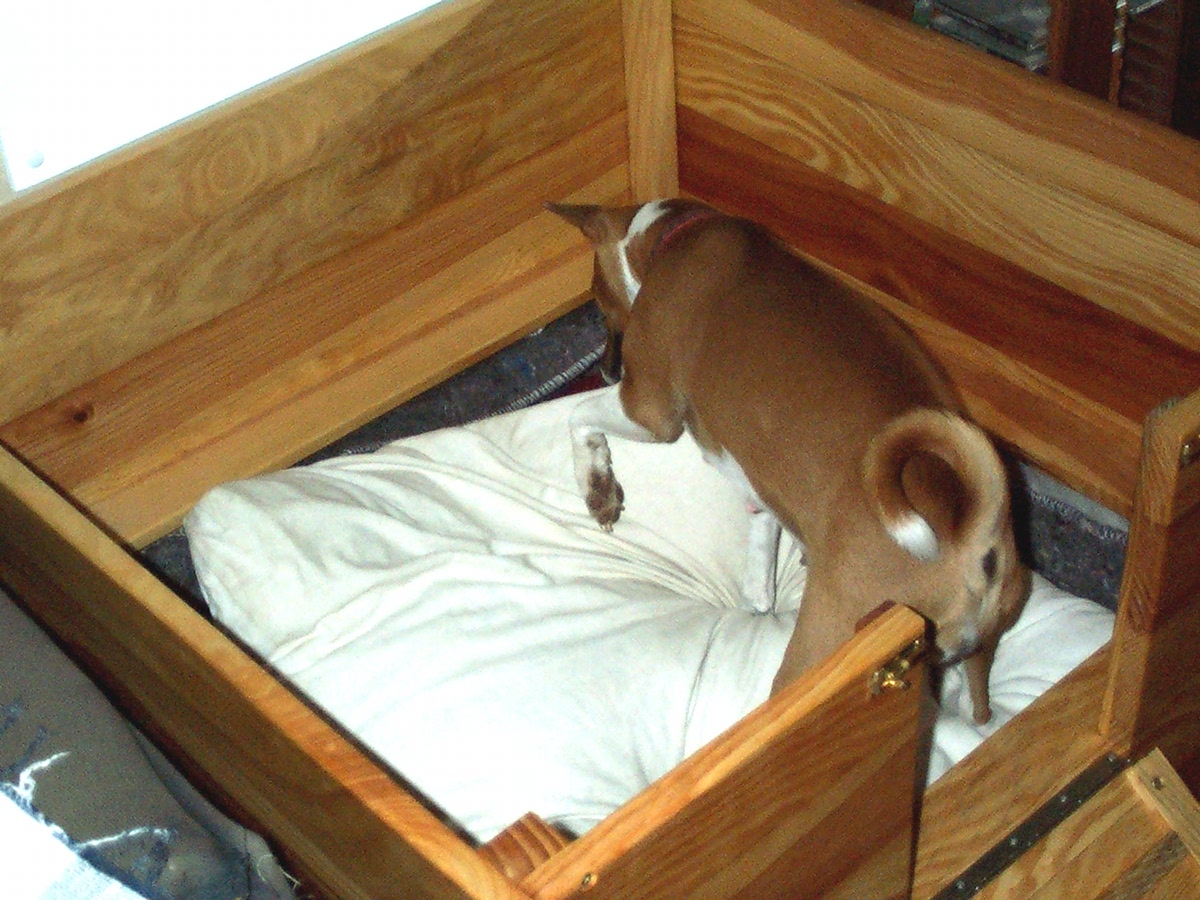
Eine Hündin in ihrer Wurfkiste

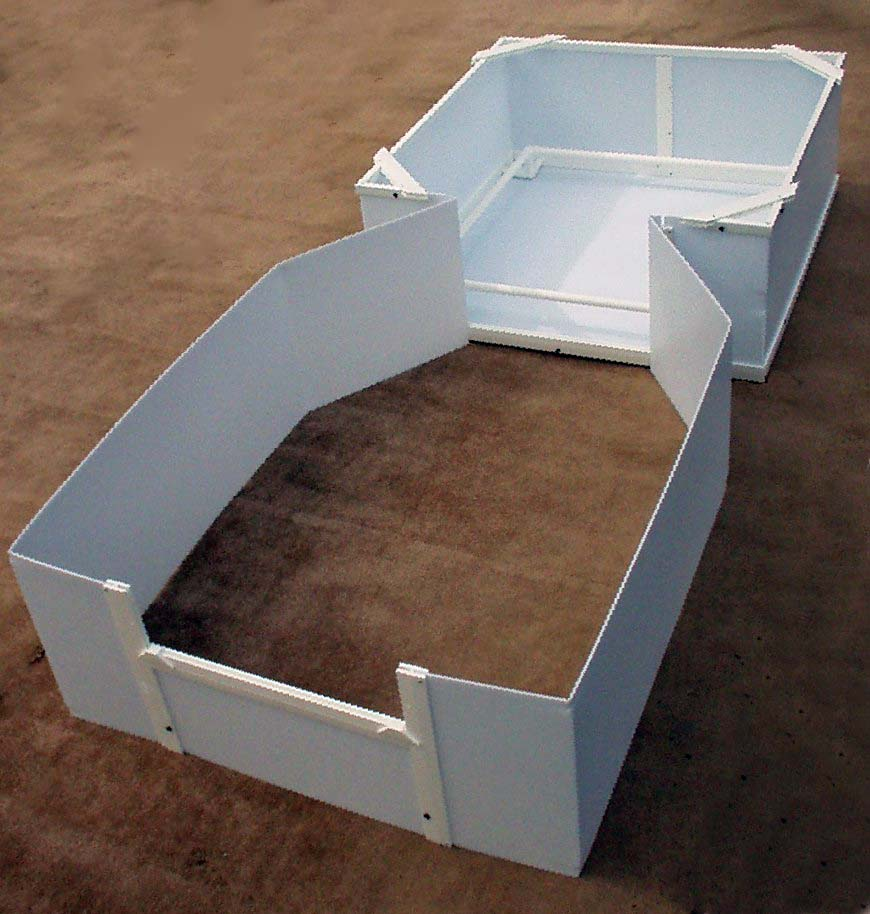
Wurfkiste mit zusätzlich angebautem Auslauf

Eine Wurfkiste ist eine aus verschiedenen Materialien gefertigte Kiste, die in der Hundezucht während der Geburt und der Aufzucht eines Wurfes Welpen verwendet wird. Sie schützt die Welpen in den ersten Lebenswochen vor Zugluft und Erdrücken durch die Hündin und vereinfacht die hygienische Versorgung.
Die Höhe der Seitenwände und des Eingangs ist so bemessen, dass sie von den Welpen nicht überklettert werden können, andererseits aber der Mutter den bequemen Ein- und Ausstieg erlauben. Oftmals kann die Höhe des Eingangs auch durch Einsteckbretter an die zunehmende Größe und Mobilität der Welpen angepasst werden. Der Boden kann mit einem sog. Welpenbett o. ä. ausgekleidet werden, das einerseits vor Kälte schützt und andererseits Flüssigkeiten absorbiert. Die erforderliche Grundfläche bemisst sich nach der Größe der darin unterzubringenden Tiere. Im Inneren der Kiste wird meist ein niedriges umlaufendes Geländer angebracht. Dieses verhindert, dass Welpen zwischen dem Rand der Kiste und der Mutter eingeklemmt werden, wenn diese sich während der Geburt oder im Schlaf umdreht.
Da Wurfkisten nur für die ersten Lebenswochen der Welpen benötigt werden, sind sie üblicherweise zur raumsparenden Lagerung leicht zerlegbar. Es existiert jedoch auch ein Patent für eine zusammenfaltbare Wurfkiste.
Auch in der Aufzucht von Hauskatzen werden Wurfkisten verwendet. Allerdings werden diese nicht immer angenommen, viele Hauskatzen wählen für die Geburt einen Ort außerhalb ihres Heims.